# 타닌 끄라이위치안
타닌 끄라이위치안(태국어: ธานินทร์ กรัยวิเชียร, 태국어 발음: [tʰaː.nin krai.wí.t͡ɕʰian], 1927년 4월 5일~2025년 2월 23일)은 태국의 판사, 정치인, 법학 교수이다. 그는 1976년과 1977년 사이에 태국의 총리를 지냈다. 그 후 쁘렘 띤나술라논의 후임으로 2016년까지 추밀원 의원으로 재임했다.

## 어린 시절과 교육
타닌은 시암 방콕에서 태어났다. 그의 아버지는 중국 태생의 상인이었고 방콕에서 가장 큰 전당포 중 한 곳의 주인이었다. 타닌은 탐마삿 대학교에서 법을 공부했고 1948년에 졸업했다. 그 후 그는 법학 공부를 계속하기 위해 영국 런던 정치경제대학교에 진학했다. 그는 1953년에 대학을 졸업했고 1958년부터 그레이 법조원의 변호사로 불려갔다.
타닌은 영국 생활 도중 덴마크 출신 카렌 안데르센(덴마크어: Karen Andersen, 1928년~1995년)을 만났고, 안데르센과 결혼했다. 두 사람 사이에 5명의 자녀가 태어났다.

## 법조인 경력
1954년 태국으로 돌아온 후, 타닌은 법무부에서 일했고, 배석 판사가 되었다. 그는 빠르게 일어섰고, 마침내 태국 대법원장이 되었다. 게다가, 그는 탐마삿과 쭐랄롱꼰 대학교와 태국 변호사 협회에서 법을 가르쳤다. 그는 공산주의의 위험성을 경고하는 책을 출판했다.
1973년 군사독재 정권에 대항한 민주항쟁 이후, 타닌은 국왕에 의해 임명된 과도기 국회의원이었다. 그는 극우 반공주의 운동인 나와폰의 일원이 되었다. 그는 공산주의, 학생들의 운동, 진보주의 정치인들을 공격하는 TV쇼를 가졌다.

## 추밀원
푸미폰 아둔야뎃 왕은 즉시 타닌을 추밀원에 임명했다. 2016년 10월 13일 푸미폰이 사망한 후 왕좌가 공석인 동안, 전 추밀원 회장 쁘렘 띤나술라논은 섭정과 임시 국가원수를 지냈다. 타닌은 이 기간 동안 일시적으로 추밀원 의장직을 맡았다. 2016년 12월 1일 마하 와치랄롱꼰 국왕이 왕위에 오른 후, 쁘렘은 그의 이전 직위로 돌아갔으며, 반면 타닌은 추밀원에 다시 임명되지 않았다.